# العلاقات الآيسلندية البالاوية
العلاقات الآيسلندية البالاوية هي العلاقات الثنائية التي تجمع بين آيسلندا وبالاو.

## مقارنة بين البلدين
هذه مقارنة عامة ومرجعية للدولتين:
| وجه المقارنة                                              | آيسلندا          | بالاو                         |
| --------------------------------------------------------- | ---------------- | ----------------------------- |
| المساحة (كم2)                                             | 103.00 ألف       | 465                           |
| عدد السكان (نسمة)                                         | 317.35 ألف       | 21.73 ألف                     |
| الكثافة السكانية (ن./كم²)                                 | 3.08             | 4.67 ألف                      |
| العاصمة                                                   | ريكيافيك         | نغيرولمود، كورور              |
| اللغة الرسمية                                             | اللغة الآيسلندية | لغة إنجليزية، اللغة البالاوية |
| العملة                                                    | كرونة آيسلندية   | دولار أمريكي                  |
| الناتج المحلي الإجمالي (بليون دولار)                      | 23.91 مليار      | 291.54 مليون                  |
| الناتج المحلي الإجمالي (تعادل القوة الشرائية) بليون دولار | 15.79 مليار      | 326.12 مليون                  |
| الناتج المحلي الإجمالي الاسمي للفرد دولار أمريكي          | 50.17 ألف        | 13.50 ألف                     |
| الناتج المحلي الإجمالي للفرد دولار أمريكي                 | 46.55 ألف        | 14.76 ألف                     |
| مؤشر التنمية البشرية                                      | 0.899            | 0.780                         |
| رمز المكالمات الدولي                                      | +354             | +680                          |
| رمز الإنترنت                                              | .is              | .pw                           |
| المنطقة الزمنية                                           | 00، أوروبا/لندن ‏ | ت ع م+09:00                   |

## منظمات دولية مشتركة
يشترك البلدان في عضوية مجموعة من المنظمات الدولية، منها:
| علم المنظمة | اسم المنظمة                        | تاريخ انضمام آيسلندا | تاريخ انضمام بالاو |
| ----------- | ---------------------------------- | -------------------- | ------------------ |
|             | مؤسسة التنمية الدولية              | 19 مايو 1961         | 16 ديسمبر 1997     |
|             | الأمم المتحدة                      | 19 نوفمبر 1946       | 15 ديسمبر 1994     |
|             | منظمة حظر الأسلحة الكيميائية       | ?                    | ?                  |
|             | مؤسسة التمويل الدولية              | 20 يوليو 1956        | 16 ديسمبر 1997     |
|             | وكالة ضمان الاستثمار متعدد الأطراف | 25 سبتمبر 1998       | 16 ديسمبر 1997     |
|             | يونسكو                             | 8 يونيو 1964         | 20 سبتمبر 1999     |
|             | البنك الدولي للإنشاء والتعمير      | 27 ديسمبر 1945       | 16 ديسمبر 1997     |

## وصلات خارجية
- موقع وزارة الخارجية الآيسلندية